# گروه تنباکو اسکاندیناوی
گروه تنباکو اسکاندیناوی (انگلیسی: Scandinavian Tobacco Group) شرکت دخانیات دانمارکی است، که در سال ۱۹۶۱ تأسیس شد.